# Sono
Pour le département, voir Sono (département).
Sono est une commune et le chef-lieu du département de Sono dans la province de la Kossi de la région dans la Boucle du Mouhoun au Burkina Faso.

## Géographie
La commune se trouve sur la rive droite de la rivière Sourou.

## Santé et éducation
La commune accueille le seul centre de santé et de promotion sociale (CSPS) du département.